# Manor
Manor là một thị trấn thống kê (census town) của quận Thane thuộc bang Maharashtra, Ấn Độ.

## Địa lý
Manor có vị trí 19°45′B 72°55′Đ / 19,75°B 72,92°Đ Nó có độ cao trung bình là 20 mét (65 feet).

## Nhân khẩu
Theo điều tra dân số năm 2001 của Ấn Độ, Manor có dân số 8345 người. Phái nam chiếm 52% tổng số dân và phái nữ chiếm 48%. Manor có tỷ lệ 68% biết đọc biết viết, cao hơn tỷ lệ trung bình toàn quốc là 59,5%: tỷ lệ cho phái nam là 74%, và tỷ lệ cho phái nữ là 61%. Tại Manor, 14% dân số nhỏ hơn 6 tuổi.